# Tramea eurybia
Tramea eurybia – gatunek ważki z rodziny ważkowatych (Libellulidae).